# Julie Berwald
Julie Mathilda Berwald, född 14 oktober 1822 i Stockholm, död 1 januari 1877, var en svensk operasångerska (sopran).

## Biografi
Berwald var dotter till Johan Fredrik Berwald och Mathilda Berwald i tyska musiksläkten Berwald. Hon utbildades av modern i sång tillsammans med sina systrar Fredrique Berwald och Hedda Berwald; hon och systern Hedda hade också ett intyg i sång från komponisten Spontini, av vilken de alltså borde ha undervisats.
Hon uppträdde tillsammans med familjen i Finland (1842), Köpenhamn (1844) och Berlin (1847), och utgjorde med systrarna en känd sångtrio. Hon var verksam på Operan 1847–1852.
Vid sin debut på Operan höjdes biljettpriserna med 50 procent och hon fick också en tredjedel av inkomsterna som recett, vilket var ett ovanligt privilegium. Hon blev mycket populär under sin korta karriär och spelade bland annat Susanna i Figaros bröllop, Agatha i Friskytten, Pamina i Trollflöjten, Alice i Robert le Diable, Adalgisa i Norma och Marie i Regementets dotter.
Det sades om henne: 
”dotter af kapellmästaren med samma namn och fostrad i teaterns sköte, hade redan ganska ung vunnit rykte såsom sällskapssångerska. Mot slutet af 1840-talet beslöt hon sig att uppträda på tiljorna, der hon blef den mest betydande personlighet sångscenen företett efter Lind och före Michal. Julia Bervald hade en vacker figur, ett välbildadt, ehuru något själlöst ansigte, ett angenämt skick. Hennes af naturen vackra sopran hade antagit mycken bildning, och det var mycken korrekthet, mycket behag i hennes föredrag, som dock, likasom hela hennes personlighet, hade något svalt och nyktert. I riktigt tragiska, glödande partier var hon ock mindre lycklig, åtminstone icke rätt hänförande, men det låg äfven här behag, mjukhet och en viss innerlighet i hennes framställning.”
Berwald invaldes som ledamot nummer 337 av Kungliga Musikaliska Akademien den 16 december 1853.
Hon gifte sig 1852 med friherre Knut Åkerhielm. Hennes äktenskap utgjorde ett för den tiden radikalt exempel; skådespelerskor och sångerskor betraktades med visst förakt under denna tid, men giftermålet möttes inte med några protester av adeln, och detta kan anses vara ett av de första tecknet på en förändrad attityd.

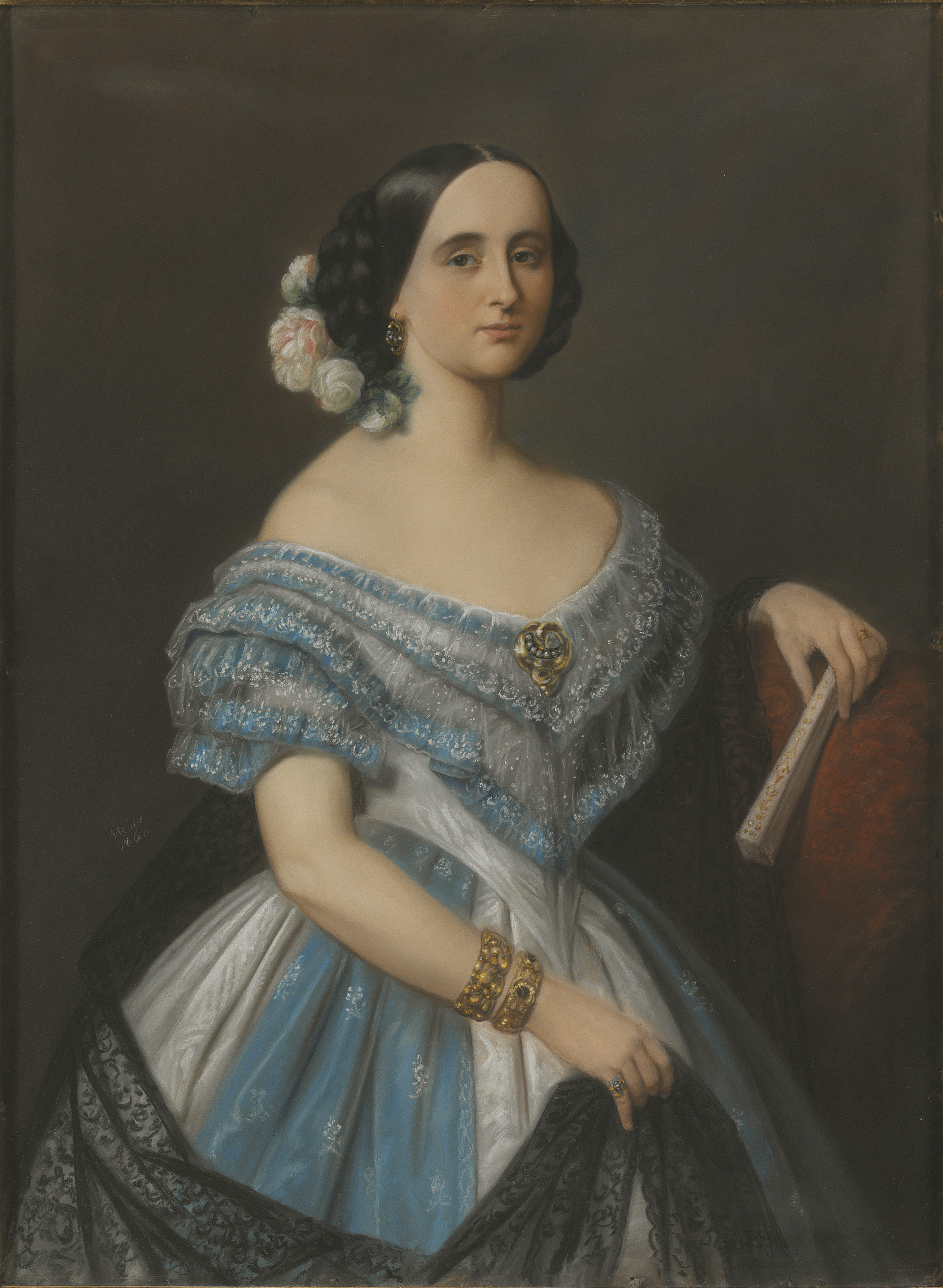
Julie (Julia Mathilda) Berwald, Nationalmuseum
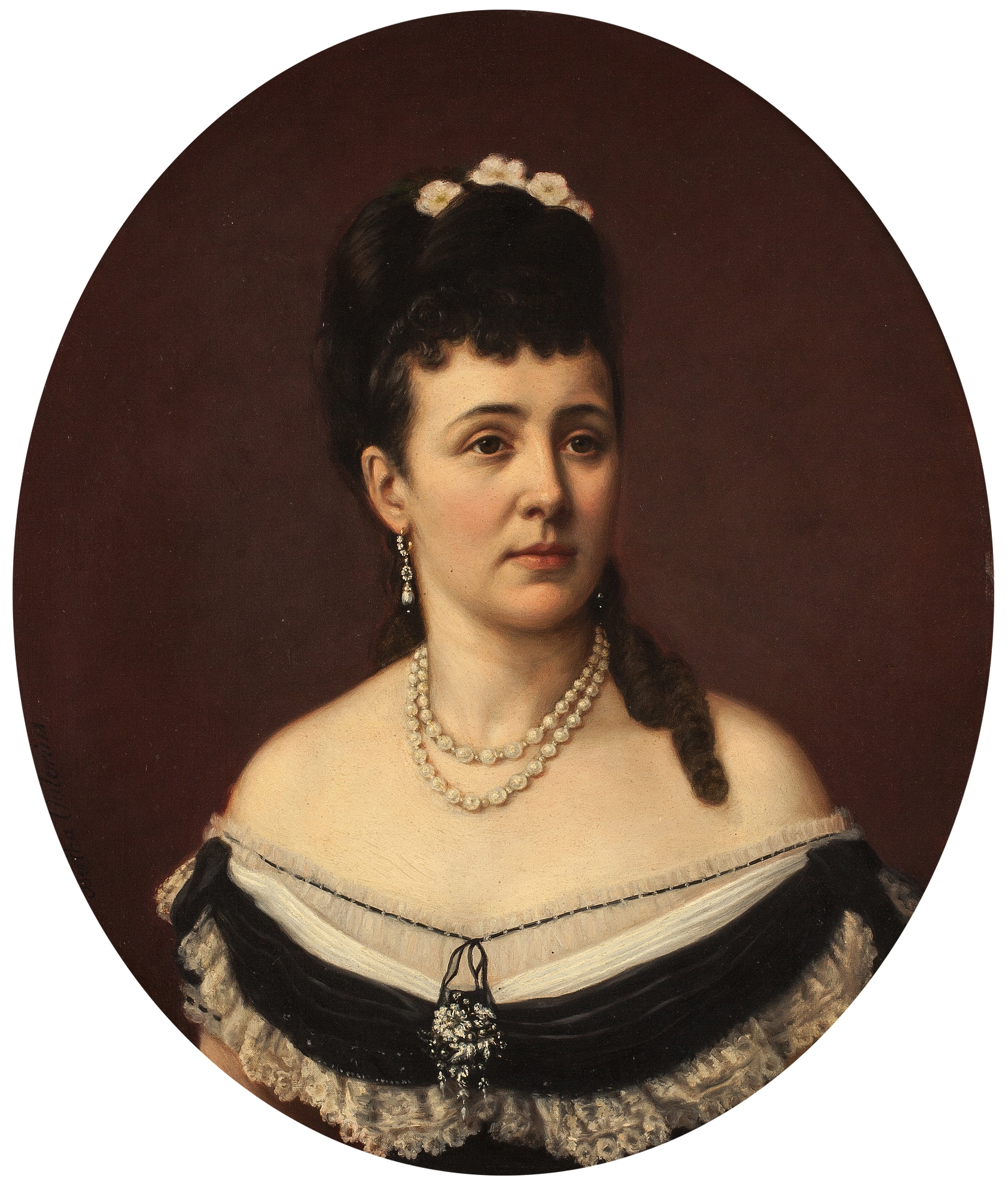
Bertha Valerius: Julia Åkerhielm (ursprungligen Julie Berwald).